# Климат

Анимация сезонных изменений, в том числе снежного покрова в течение года.

Среднемесячные температуры поверхности с 1961 по 1990 год. Это пример изменения климата в зависимости от расположения и времени года

Кли́мат (др.-греч. κλίμα (род. п. κλίματος) — наклон (имеется в виду наклон солнечных лучей к горизонтальной поверхности)) — многолетний (порядка нескольких десятилетий) режим погоды. Погода, в отличие от климата — это мгновенное состояние некоторых характеристик (температура, влажность, атмосферное давление).
Климат в узком смысле — локальный климат — характеризует данную местность в силу её географического местоположения.
Климат в широком смысле — глобальный климат — характеризует статистический ансамбль состояний, через который проходит система «атмосфера — гидросфера — суша — криосфера — биосфера» за несколько десятилетий. Отклонение погоды от климатической нормы не может рассматриваться как изменение климата, например, очень холодная зима не говорит о похолодании климата.
Основными глобальными геофизическими циклическими процессами, формирующими климатические условия на Земле, являются теплооборот, влагооборот и общая циркуляция атмосферы.
Изучается и классифицируется не только климат территорий планетарного масштаба (макроклимат), а также и местный климат (мезоклимат) — климат относительно небольших территорий со сравнительно однородными условиями (климат лесного массива, морского побережья, участка реки, города или городского района), и микроклимат, характеризующий небольшие участки внутри местного климата (поляна в лесу), в том числе микроклимат помещений.
Климат изучается наукой климатологией. Изменения климата в прошлом изучает палеоклиматология.
Кроме Земли, понятие «климат» может относиться к другим небесным телам (планетам, их спутникам и астероидам), имеющим атмосферу.

## Методы изучения
Чтобы сделать выводы об особенностях климата, необходимы многолетние ряды наблюдений за погодой. В умеренных широтах пользуются 25—50-летними рядами, в тропических — менее продолжительными. Климатические характеристики выводятся из наблюдений над метеорологическими элементами, наиболее важными из них являются атмосферное давление, скорость и направление ветра, температура и влажность воздуха, облачность и атмосферные осадки. Кроме этого изучают продолжительность солнечной радиации, длительность безморозного периода, дальность видимости, температуру верхних слоев почвы и воды в водоёмах, испарение воды с земной поверхности, высоту и состояние снежного покрова, всевозможные атмосферные явления, суммарную солнечную радиацию, радиационный баланс и многое другое.
Прикладные отрасли климатологии пользуются необходимыми для их целей характеристиками климата:
- в агроклиматологии — суммы температур вегетационного периода;
- в биоклиматологии и технической климатологии — эффективные температуры;

Используются также и комплексные показатели, определяемые по нескольким основным метеорологическим элементам, а именно всевозможные коэффициенты (континентальности, засушливости, увлажнения), факторы, индексы.
Многолетние средние значения метеорологических элементов и их комплексных показателей (годовые, сезонные, месячные, суточные и так далее), их суммы, периоды повторяемости считаются климатическими нормами. Несовпадения с ними в конкретные периоды считаются отклонениями от этих норм.
Для оценок будущих изменений климата применяют модели общей циркуляции атмосферы.

## Климатообразующие факторы
Климат планеты зависит от целого комплекса астрономических и географических факторов, влияющих на суммарное количество солнечной радиации, получаемой планетой, а также её распределение по сезонам, полушариям и континентам. С началом промышленной революции человеческая деятельность становится климатообразующим фактором.
Выделяют три главных климатообразующих фактора:
1. солнечная радиация,
2. циркуляция атмосферы,
3. рельеф местности (подстилающая поверхность).

### Астрономические факторы
К астрономическим факторам относятся светимость Солнца, положение и движение планеты Земля относительно Солнца, угол наклона оси вращения Земли к плоскости её орбиты, скорость вращения Земли, плотность материи в окружающем космическом пространстве. Вращение Земного шара вокруг своей оси обусловливает суточные изменения погоды, движение Земли вокруг Солнца и наклон оси вращения к плоскости орбиты вызывают сезонные и широтные различия погодных условий.
Эксцентриситет орбиты Земли — влияет на распределение тепла между Северным и Южным полушарием, а также на величину сезонных изменений. Скорость вращения Земли практически не изменяется, является постоянно действующим фактором. Благодаря вращению Земли существуют пассаты и муссоны, а также образуются циклоны.

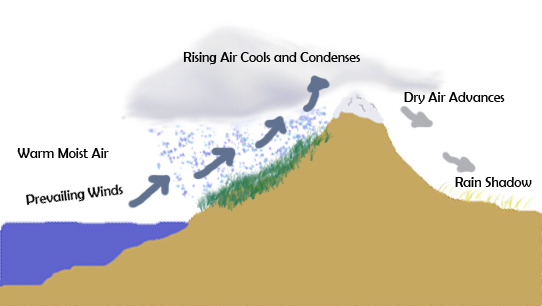
Образование дождевых облаков с наветренной стороны гор и дождевой тени с подветренной

### Географические факторы
К географическим факторам относятся
1. размеры и масса Земного шара
2. величина силы тяжести
3. состав воздуха и масса атмосферы
4. географическая широта
5. высота над уровнем моря
6. распределение суши и моря
7. орография
8. океанические течения
9. характер подстилающей поверхности — почвенный, растительный, снежный и ледовый покровы[5].

### Влияние солнечного излучения

На экваторе, где солнечные лучи бывают перпендикулярны земной поверхности, одна и та же солнечная энергия распределяется на меньшую площадь, соответственно каждый участок получает больше лучистой энергии, чем в других широтах

Важнейшим элементом климата, влияющим на остальные его характеристики, в первую очередь на температуру, является лучистая энергия Солнца. Огромная энергия, освобождающаяся в процессе ядерного синтеза на Солнце, излучается в космическое пространство. Мощность солнечного излучения, получаемого планетой, зависит от её размеров и расстояния от Солнца. Суммарный поток солнечного излучения, проходящий за единицу времени через единичную площадку, ориентированную перпендикулярно потоку, на расстоянии одной астрономической единицы от Солнца вне земной атмосферы, называется солнечная постоянная. В верхней части земной атмосферы каждый квадратный метр, перпендикулярный солнечным лучам, получает 1365 Вт ± 3,4 % солнечной энергии. Энергия варьирует в течение года вследствие элиптичности земной орбиты, наибольшая мощность поглощается Землёй в январе. Несмотря на то, что около 31 % полученного излучения отражается обратно в пространство, оставшейся части достаточно для поддержания атмосферных и океанических течений, и для обеспечения энергией почти всех биологических процессов на Земле.
Энергия, получаемая земной поверхностью, зависит от угла падения солнечных лучей, она является наибольшей, если этот угол прямой, однако бо́льшая часть земной поверхности не перпендикулярна солнечным лучам. Наклон лучей зависит от широты местности, времени года и суток, наибольшим он является в полдень 22 июня севернее тропика Рака и 22 декабря южнее тропика Козерога, в тропиках максимум (90°) достигается 2 раза в год.
Другим важнейшим фактором, определяющим широтный климатический режим, является продолжительность светового дня. За полярными кругами, то есть севернее 66,5° с. ш. и южнее 66,5° ю. ш. продолжительность светового дня изменяется от нуля (зимой) до 24 часов летом, на экваторе круглый год 12-часовой день. Так как сезонные изменения угла наклона и продолжительности дня более заметны в более высоких широтах, амплитуда колебаний температур в течение года снижается от полюсов к низким широтам.
Поступление и распределение по поверхности земного шара солнечного излучения без учёта климатообразующих факторов конкретной местности называется солярным климатом.
Доля солнечной энергии, поглощаемой земной поверхностью, заметно варьирует в зависимости от облачности, типа поверхности и высоты местности, составляя в среднем 46 % от поступившей в верхние слои атмосферы. Постоянно присутствующая облачность, как, например, на экваторе, способствует отражению большей части поступающей энергии. Водная поверхность поглощает солнечные лучи (кроме очень наклонных) лучше других поверхностей, отражая всего 4—10 %. Доля поглощённой энергии выше среднего в пустынях, расположенных высоко над уровнем моря, из-за меньшей толщины атмосферы, рассеивающей солнечные лучи.

### Циркуляция атмосферы

Конденсация и испарение — важные элементы круговорота воды в природе

Общая циркуляция атмосферы — совокупность крупномасштабных воздушных течений над земной поверхностью. В тропосфере к ним относят пассаты, муссоны, а также переносы воздушных масс, связанные с циклонами и антициклонами. Циркуляция атмосферы существует из-за неравномерного распределения атмосферного давления, вызванного тем, что на разных широтах Земли её поверхность по-разному прогревается солнцем и земная поверхность имеет различные физические свойства, особенно из-за её разделения на сушу и море. В результате обмена теплом между земной поверхностью и атмосферой из-за неравномерного распределения тепла, существует постоянная циркуляция атмосферы. Энергия циркуляции атмосферы постоянно расходуется на трение, но непрерывно пополняется за счёт солнечного излучения.
В наиболее прогреваемых местах нагретый воздух имеет меньшую плотность и поднимается вверх, таким образом образуется зона пониженного атмосферного давления. Аналогичным образом образуется зона повышенного давления в более холодных местах. Движение воздуха происходит из зоны высокого атмосферного давления в зону низкого атмосферного давления. Так как чем ближе к экватору и дальше от полюсов расположена местность, тем лучше она прогревается, в нижних слоях атмосферы существует преобладающее движение воздуха от полюсов к экватору.
Однако, Земля также вращается вокруг своей оси, поэтому на движущийся воздух действует сила Кориолиса и отклоняет это движение к западу. В верхних слоях тропосферы образуется обратное движение воздушных масс: от экватора к полюсам. Его кориолисова сила постоянно отклоняет к востоку, и чем дальше, тем больше. И в районах около 30 градусов северной и южной широты движение становится направленным с запада на восток параллельно экватору. В результате попавшему в эти широты воздуху некуда деваться на такой высоте, и он опускается вниз к земле. Здесь образуется область наиболее высокого давления. Таким образом образуются пассаты — постоянные ветры, дующие по направлению к экватору и на запад, и так как заворачивающая сила действует постоянно, при приближении к экватору пассаты дуют почти параллельно ему. Воздушные течения верхних слоёв, направленные от экватора к тропикам, называются антипассатами. Пассаты и антипассаты как бы образуют воздушное колесо, по которому поддерживается непрерывный круговорот воздуха между экватором и тропиками. Между пассатами Северного и Южного полушарий находится внутритропическая зона конвергенции.
В течение года эта зона смещается от экватора в более нагретое летнее полушарие. В результате в некоторых местах, особенно в бассейне Индийского океана, где основное направление переноса воздуха зимой — с запада на восток, летом оно заменяется противоположным. Такие переносы воздуха называются тропическими муссонами. Циклоническая деятельность связывает зону тропической циркуляции с циркуляцией в умеренных широтах и между ними происходит обмен тёплым и холодным воздухом. В результате междуширотного обмена воздухом происходит перенос тепла из низких широт в высокие и холода из высоких широт в низкие, что приводит к сохранению теплового равновесия на Земле.
На самом деле циркуляция атмосферы непрерывно изменяется, как из-за сезонных изменений в распределении тепла на земной поверхности и в атмосфере, так и из-за образования и перемещения в атмосфере циклонов и антициклонов. Циклоны и антициклоны перемещаются в общем по направлению к востоку, при этом циклоны отклоняются в сторону полюсов, а антициклоны — в сторону от полюсов.

## Типы климата

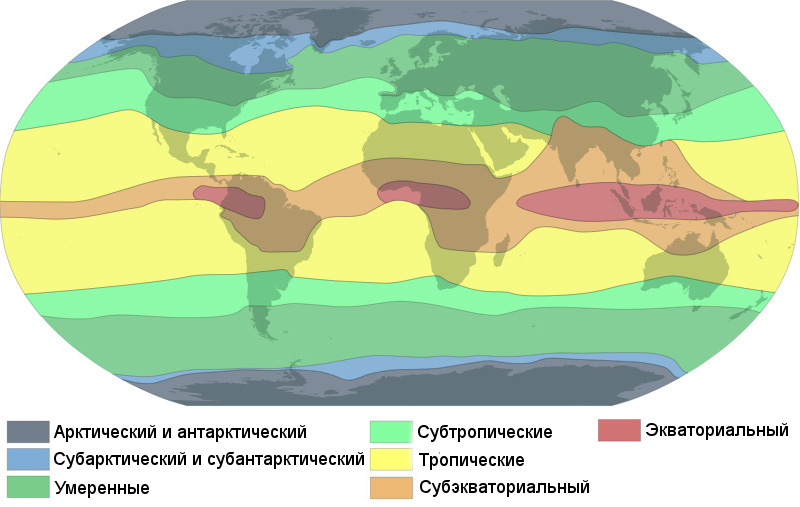
Климатические пояса Земли по Б. П. Алисову

Классификация климатов Земли может производиться как по непосредственно климатическим характеристикам (классификация В. П. Кёппена), так и основываться на особенностях общей циркуляции атмосферы (классификация Алисова), или по характеру географических ландшафтов (классификация Л. С. Берга). Климатические условия местности определяет в первую очередь т. н. солярный климат — приток солнечного излучения на верхнюю границу атмосферы, в зависящий от широты и различающийся в разные моменты и времена года. Тем не менее границы климатических поясов не только не совпадают с параллелями, но даже не всегда огибают земной шар, при этом существуют изолированные друг от друга зоны с одинаковым типом климата.
Также важное влияние оказывает близость моря, система циркуляции атмосферы и высота над уровнем моря.
В России и на территории бывшего СССР используется классификация типов климата, предложенная известным советским климатологом Б. П. Алисовым. Эта классификация учитывает особенности циркуляции атмосферы. Согласно этой классификации выделяется по четыре основных климатических пояса на каждое полушарие Земли: экваториальный, тропический, умеренный и полярный (в северном полушарии — арктический, в южном полушарии — антарктический). Между основными зонами находятся переходные пояса — субэкваториальный пояс, субтропический, субполярный (субарктический и субантарктический). В этих климатических поясах, в соответствии с преобладающей циркуляцией воздушных масс, можно выделить четыре типа климата: материковый, океанический, климат западных и климат восточных берегов. 
Во внутренних частях материков преобладает континентальный климат, формирующийся под воздействием больших массивов суши.
Морской климат господствует над океанами и распространяется на части материков, подвергающиеся воздействиям морских воздушных масс.
Для восточных областей материков характерен муссонный климат, при котором причиной смены времён года является смена направления муссона; как правило, при муссонном климате бывает обильное осадками лето и очень сухая зима.

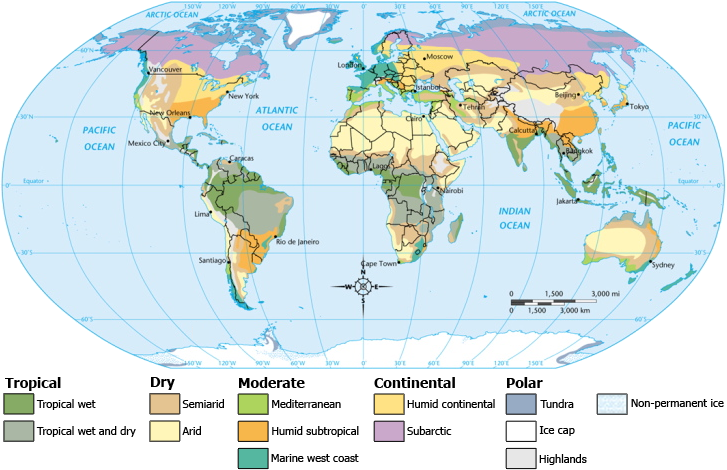
Классификация климата по Кёппену

В мире широко распространена классификация климатов, предложенная русским учёным В. Кёппеном (1846—1940). В её основе лежат режим температуры и степень увлажнения. Классификация неоднократно усовершенствовалась, и в редакции Г. Т. Треварта выделяется шесть классов с шестнадцатью типами климата. Многие типы климатов по классификации климатов Кёппена известны под названиями, связанными с характерной для данного типа растительностью. Каждый тип имеет точные параметры значений температуры, количества зимних и летних осадков, это облегчает отнесение определённого места к определённому типу климата, поэтому классификация Кёппена получила широкое распространение.
Также в климатологии используются следующие понятия, связанные с характеристикой климата:
- Горный климат — «климатические условия в горных местностях». Основной причиной отличий климата гор от климата равнин является увеличение высоты над уровнем моря. Помимо этого, важные особенности создаются характером рельефа местности (степенью расчленения, относительной высотой и направлением горных хребтов, экспозицией склонов, шириной и ориентировкой долин), своё влияние оказывают ледники и фирновые поля. Различают собственно горный климат на высотах менее 3000—4000 м и высокогорный климат на больших высотах[17].
- Аридный климат — «климат пустынь и полупустынь». Здесь наблюдаются большие суточная и годовая амплитуды температуры воздуха; почти полное отсутствие или незначительное количество осадков (100—150 мм в год). Получаемая влага очень быстро испаряется[18].
- Гумидный климат — климат с избыточным увлажнением, при котором солнечное тепло поступает в количествах, недостаточных для испарения всей влаги, поступающей в виде осадков[19]
- Нивальный климат — «климат, где твёрдых осадков выпадает больше, чем может растаять и испариться.» В результате образуются ледники и сохраняются снежники[20].

### В тропиках
В зоне пониженного атмосферного давления между 5—10° по обе стороны от экватора господствует Экваториальный климат — климат экваториальной депрессии. Характеризуется очень малыми годовыми колебаниями температур (24—28 °С), высокой влажностью воздуха и облачностью, а также обильными осадками от 1,5 тыс. до 3 тыс. мм в год, иногда на суше до 6—10 тыс. мм, над морями отличается более низкой амплитудой температур, в некоторых местах она не превышает 1 °С.
С обеих сторон от полосы пониженного давления вдоль экватора находятся зоны с повышенным атмосферным давлением. Над океанами здесь господствует пассатный климат с постоянными восточными ветрами, т. н. пассатами. Погода здесь относительно сухая (около 500 мм осадков в год), с умеренной облачностью, летом средняя температура 20—27 °С, зимой — 10—15 °С. Выпадение осадков резко возрастает на наветренных склонах гористых островов. Тропические циклоны относительно редки.
Этим океаническим областям соответствуют зоны тропических пустынь на суше с сухим тропическим климатом. Средняя температура самого тёплого месяца в Северном полушарии около 40 °С, в Австралии до 34 °С. На севере Африки и во внутренних районах Калифорнии наблюдаются самые высокие температуры на Земле — 57—58 °С, в Австралии — до 55 °С. Зимой температуры понижаются до 10 — 15 °С. Изменения температур в течение суток очень велики, могут превышать 40 °С. Осадков выпадает мало — меньше 250 мм, часто не более 100 мм в год.
Во многих тропических регионах — Экваториальная Африка, Южная и Юго-Восточная Азия, север Австралии — господство пассатов сменяется субэкваториальным, или тропическим муссонным климатом. Здесь летом внутритропическая зона конвергенции перемещается дальше к северу от экватора. В результате восточный пассатный перенос воздушных масс заменяется на западный муссонный, с которым связана основная часть выпадающих здесь осадков. Преобладающие типы растительности — муссонные леса, лесосаванны и высокотравные саванны

### В субтропиках

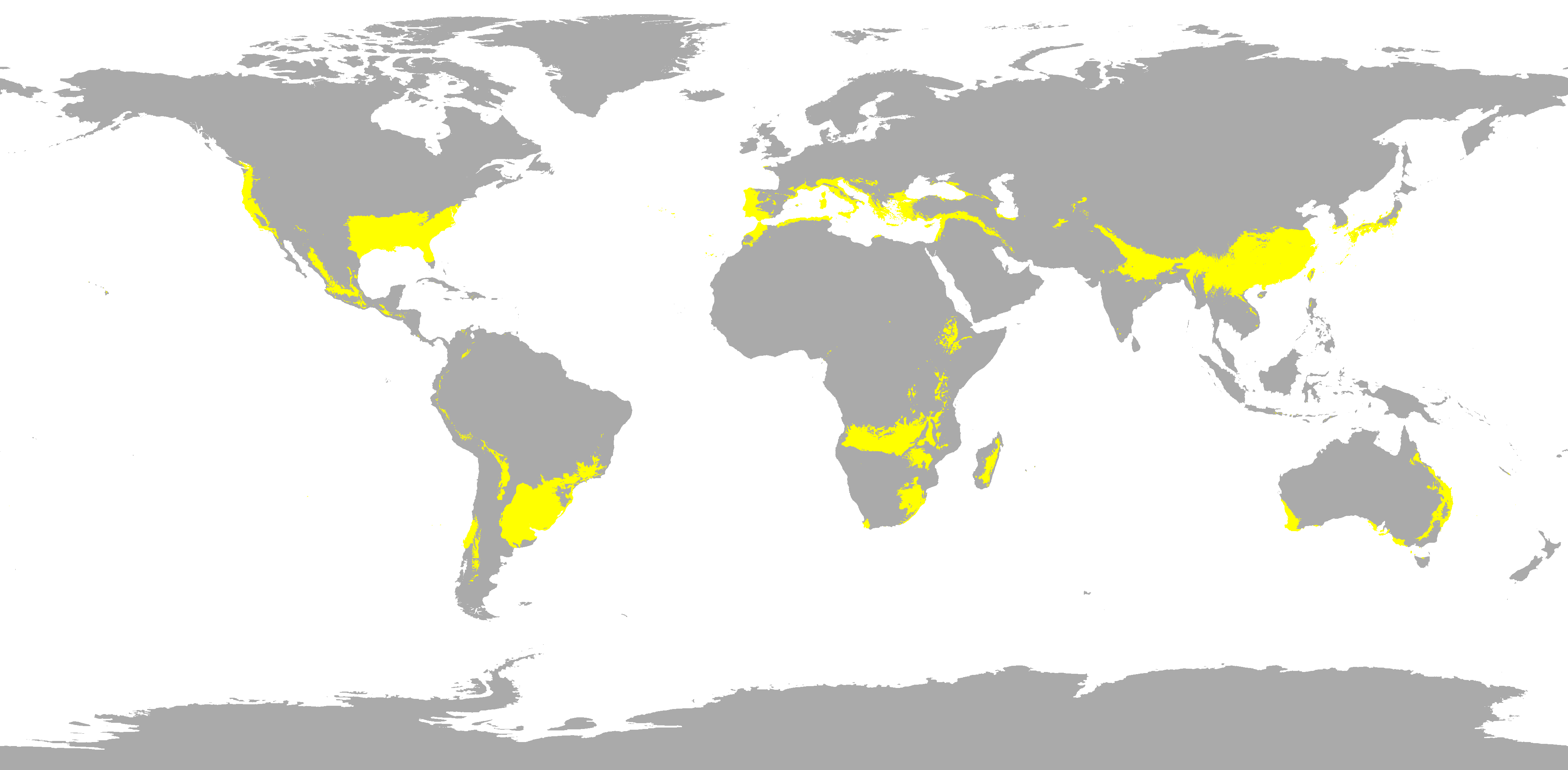
Субтропический климат на карте мира

В поясах 25—40° северной широты и южной широты преобладают субтропические типы климата, формирующиеся в условиях чередования преобладающих воздушных масс — тропических летом, умеренных зимой. Среднемесячная температура воздуха летом превышает 20 °С, зимой — 4 °С. На суше количество и режим атмосферных осадков сильно зависят от удалённости от океанов, в результате сильно различаются ландшафты и природные зоны. На каждом из материков явно выражены три основных климатических зоны.
На западе континентов господствует средиземноморский климат (полусухие субтропики) с летними антициклонами и зимними циклонами. Лето здесь жаркое (20—25 °С), малооблачное и сухое, зимой идут дожди, относительно холодно (5—10 °С). Среднегодовое количество осадков — около 400—600 мм. Помимо собственно Средиземноморья, такой климат преобладает на Южном берегу Крыма, в западной Калифорнии, на Юге Африки, Юго-Западе Австралии. Преобладающий тип растительности — средиземноморские леса и кустарники.
Сухой субтропический климат господствует во внутриматериковых зонах с повышенным атмосферным давлением. Лето здесь жаркое и малооблачное, зима прохладная, бывают заморозки. На высоких нагорьях Азии (Памир, Тибет) преобладает холодный субтропический климат горных пустынь. Лето здесь относительно прохладное, зима холодная, осадков мало. Преобладающие типы растительности — степи, полупустыни и пустыни.
На востоке материков господствует муссонный субтропический климат. Температурные условия западных и восточных окраин материков мало отличаются. Обильные осадки, приносимые океаническом муссоном, здесь выпадают преимущественно летом.
Субтропический океанический климат характеризуется небольшими изменениями среднемесячных температур в течение года — от 12 °С зимой до 20 °С летом. Зимой преобладают умеренные воздушные массы с западным переносом и дождями, связанными с циклонами. Летом господствует тропический воздух. Ветра в основном неустойчивы, только по восточным окраинам материков постоянно дуют муссонные юго-восточные ветры.

### Умеренный пояс
В поясе круглогодичного преобладания умеренных воздушных масс интенсивная циклоническая деятельность вызывает частые и значительные изменения давления и температуры воздуха. Преобладание западных ветров наиболее заметно над океанами и в Южном полушарии. Помимо основных времён года — зимы и лета, наблюдаются заметные и достаточно продолжительные переходные — осень и весна. Из-за больших различий в температуре и увлажнении многие исследователи относят климат северной части умеренного пояса к субарктическому (классификация Кёппена), или выделяют в самостоятельный климатический пояс — бореальный.
Умеренный морской климат формируется над океанами и распространяется достаточно далеко на
западные области континентов благодаря преобладанию переноса воздуха с запада на восток. Характеризуется нежарким летом и относительно тёплой зимой, неравномерным распределением осадков, в среднем 900—1200 мм в год, снежный покров неустойчивый. Сильно различается количество осадков с разных сторон меридионально расположенных горных хребтов: например, в Европе, в Бергене (западнее Скандинавских гор) осадков выпадает более 2500 мм в год, а в Стокгольме (восточнее Скандинавских гор) — лишь 540 мм; в Северной Америке, западнее Каскадных гор среднегодовое количество осадков 3—6 тыс. мм, восточнее — 500 мм.
Внутриконтинентальный климат умеренных широт распространён в Северном полушарии, в Южном полушарии из-за отсутствия в этом поясе достаточно больших пространств суши внутриконтинентальный климат не формируется. Для него характерны тёплое лето и морозная зима — высокие годовые амплитуды температур, возрастающие вглубь континентов. Количество осадков уменьшается при продвижении вглубь континентов и с севера, имеющего устойчивый снежный покров на юг, где снежный покров неустойчив. При этом лесные ландшафты сменяются степными, полупустынными и пустынными. Самый континентальный климат на северо-востоке Евразии — в Оймяконе (Якутия) средняя температура января — −46,4 °С, минимальная — −71,2 °С.
Муссонный климат умеренных широт характерен для восточных частей Евразии. Зима здесь малооблачная и холодная, северо-западные ветра обеспечивают преобладание континентальных воздушных масс. Лето относительно тёплое, юго-восточные и южные ветра приносят с моря достаточное, иногда избыточное количество осадков. В континентальных районах снега мало, на Камчатке, островах Сахалине и Хоккайдо снежный покров достаточно высокий.

### Субполярный

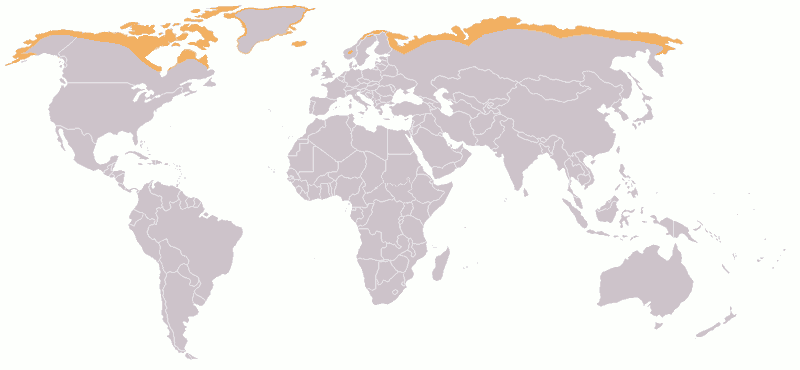
Карта климата арктической тундры

Над субполярными океанами происходит интенсивная циклоническая деятельность, погода ветреная и облачная, много осадков. Субарктический климат господствует на севере Евразии и Северной Америки, характеризуется сухими (осадков не более 300 мм в год), длинными и холодными зимами, и холодным летом. Несмотря на небольшое количество осадков низкие температуры и вечная мерзлота способствуют заболачиванию местности. Аналогичный климат Южного полушария — Субантарктический климат захватывает сушу только на субантарктических островах и на Земле Грейама.
В классификации Кёппена под субполярным, или бореальным климатом понимают климат зоны произрастания тайги.

### Полярный
Полярный климат характеризуется круглогодичными отрицательными температурами воздуха и скудными осадками (100—200 мм в год). Господствует в зоне Северного Ледовитого океана и в Антарктиде. Наиболее мягок в атлантическом секторе Арктики, самый суровый — на плато Восточной Антарктиды. В классификации Кёппена к полярному климату относятся не только зоны ледового климата, но и климат зоны распространения тундры.

## Климат и человек

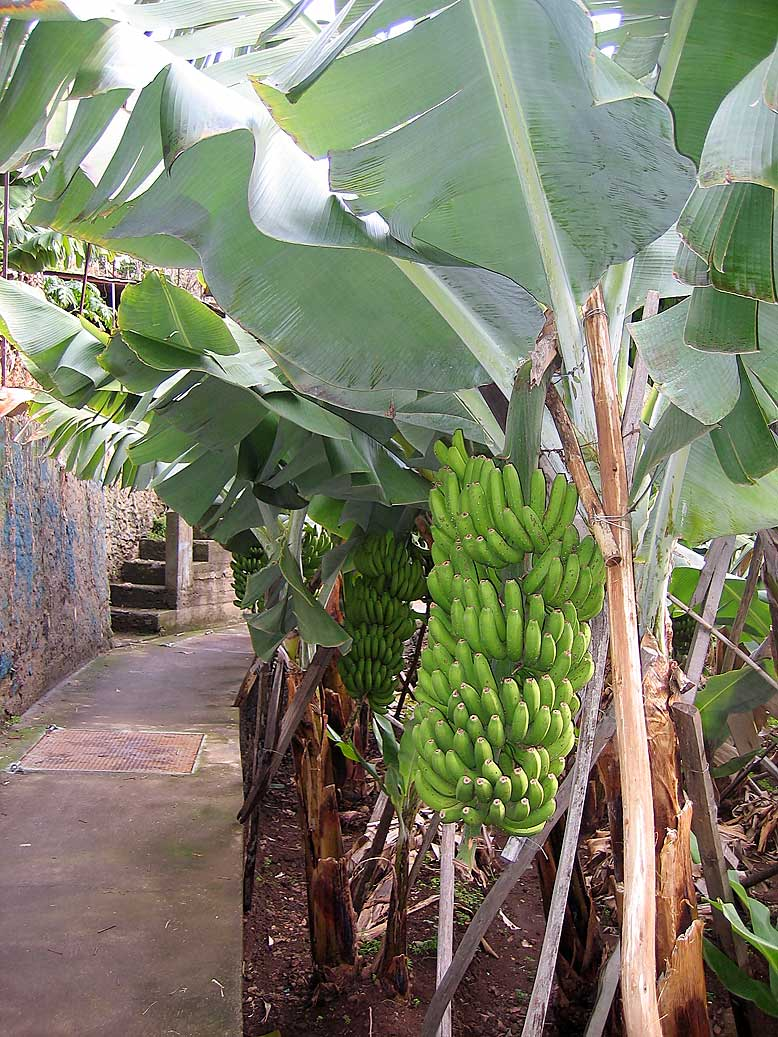
Бананы произрастают только при жарком и влажном климате. Плантация на Мадейре

Климат оказывает решающее воздействие на водный режим, почву, растительный и животный мир, на возможность возделывания сельскохозяйственных культур. Соответственно от климата зависят возможности расселения людей, развития сельского хозяйства, промышленности, энергетики и транспорта, условия жизни и здоровье населения. Потери тепла организмом человека происходят путём излучения, теплопроводности, конвекции и испарения влаги с поверхности тела. При определённом увеличении этих потерь тепла человек испытывает неприятные ощущения и появляется возможность заболевания. В холодную погоду происходит увеличение этих потерь, сырость и сильный ветер усиливают эффект охлаждения. Во время резких изменений погоды учащаются стрессы, ухудшается аппетит, нарушаются биоритмы и снижается устойчивость к заболеваниям. Климат обуславливает привязку заболеваний к определённым временам года и регионам, например, пневмонией и гриппом болеют в основном зимой в умеренных широтах, малярия встречается во влажных тропиках и субтропиках, где климатические условия способствуют размножению малярийных комаров. Климат учитывается и в здравоохранении (курорты, борьба с эпидемиями, общественная гигиена), влияет на развитие туризма и спорта. По сведениям из истории человечества (голоде, наводнениях, заброшенных поселениях, переселениях народов) бывает возможным восстановить некоторые климатические изменения прошлого.
Антропогенное изменение среды функционирования образующих климат процессов изменяет характер их протекания. Человеческая деятельность оказывает заметное влияние на местный климат. Приток тепла за счёт сжигания топлива, загрязнение продуктами промышленной деятельности и углекислого газа, изменяющие поглощение солнечной энергии, вызывают повышение температуры воздуха, заметное в крупных городах. Среди антропогенных процессов, принявших глобальный характер, находятся
- распахивание значительной части территории суши — приводит к изменению альбедо, ускорению потерь влаги почвой, загрязнению воздуха пылью.
- сведение лесов — приводит к сокращению воспроизводства кислорода, следовательно и сокращению поглощения углекислого газа из атмосферы Земли, изменению альбедо и транспирации.
- сжигание ископаемого топлива — приводит к росту содержания в атмосфере углекислого газа.
- загрязнение атмосферы другими промышленными отходами, особенно опасны выбросы углекислого газа, метана, фторхлоруглеводородов, закиси азота и озона, усиливающие парниковый эффект[26].

Осушение, орошение, создание защитных лесных насаждений делают климат этих районов более благоприятным для человека.
Усиление парникового эффекта из-за роста содержания углекислого газа в атмосфере Земли в результате сжигания ископаемого топлива и сведения лесов по всей видимости является основной причиной современного глобального потепления. В то же время, антропогенные выбросы, отравляющие или просто загрязняющие атмосферу, создавая глобальное затемнение, не пропускают часть солнечных лучей в нижний слой атмосферы, тем самым снижая её температуру и смягчая глобальное потепление.